# Fernand Mourlot

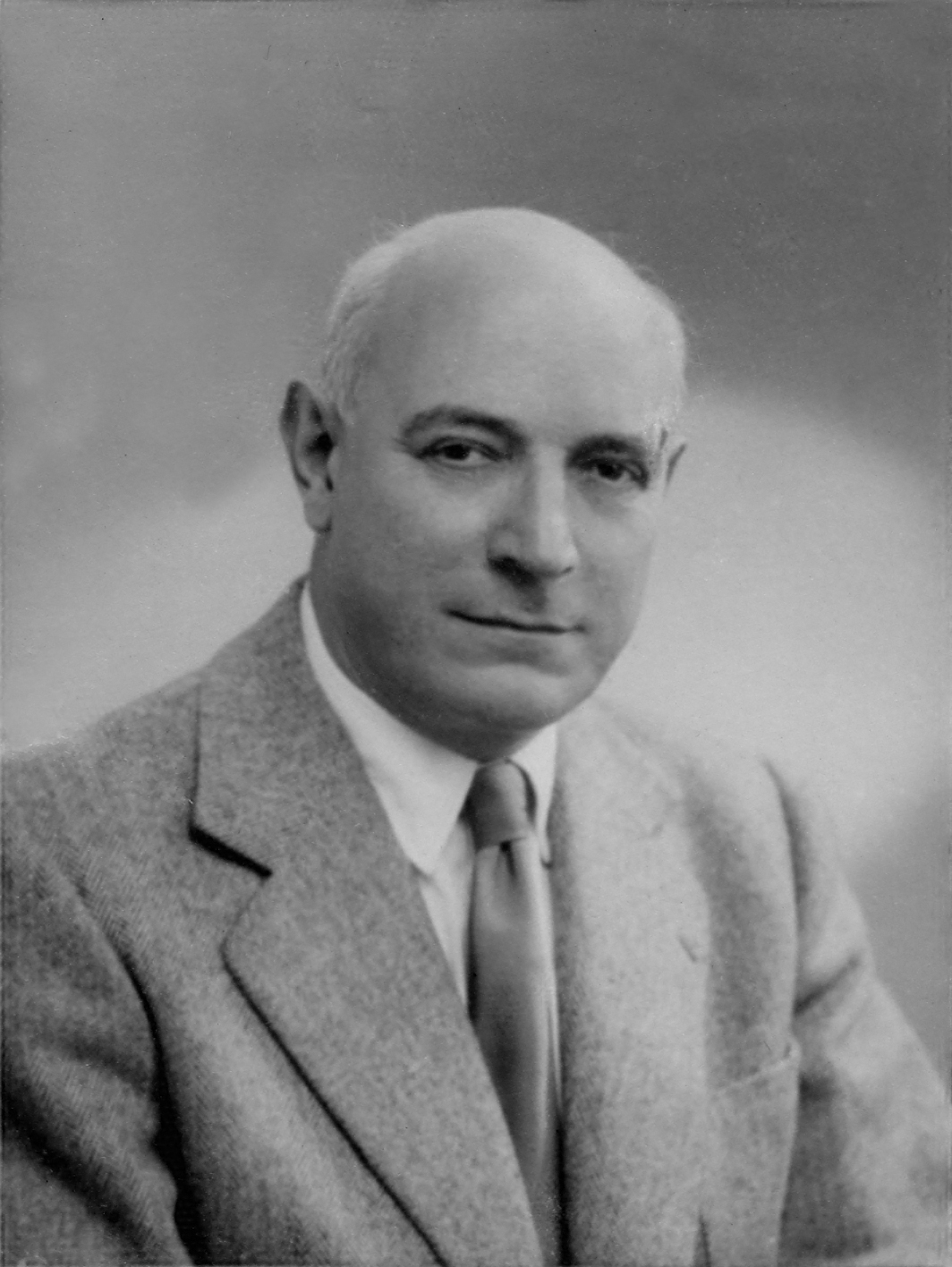
Fernand Mourlot, 1950

Fernand Mourlot (* 5. April 1895 in Paris; † 4. Dezember 1988 ebenda) war der künstlerische Leiter der Pariser Druckerei Mourlot Frères, die bekannt war für die Herstellung ausgezeichneter Lithografien. Als Verleger veröffentlichte er unter dem Namen Fernand Mourlot Éditeur Künstlerbücher von Schriftstellern und Künstlern der Moderne.

## Leben und Wirken
Die Druckerei Mourlot, 1852 in Paris gegründet, begann mit der Herstellung exklusiver Tapeten. 1914 erweiterte Jules Mourlot (Firmenname Imprimerie J. Mourlot) die Produktion und erwarb zusätzliche Räume im 10. Arrondissement in der 18 rue Chabrol. Eines seiner Kinder, Fernand Mourlot, studierte Malerei an der École Nationale des Arts Décoratifs und arbeitete, unterbrochen durch die Teilnahme als Soldat im Ersten Weltkrieg, in der väterlichen Druckerei.
1921, nach dem Tod des Vaters, nannte sich die Druckerei Mourlot Frères. Der älteste Sohn, Georges, kümmerte sich um die Finanzen, Fernand war künstlerischer Leiter, ein dritter Sohn, Maurice, ein Maler, schloss sich später an. 
Mourlot Frères bekam Aufträge für die Herstellung von Ausstellungsplakaten französischer Museen, beispielsweise 1930 für die Retrospektive von Eugène Delacroix im Louvre, 1932 für eine Ausstellung Édouard Manets im Musée de l’Orangerie sowie 1934 für Honoré Daumiers Werk in der Bibliothèque nationale de France.
Zu den Künstlern, die Mourlots Werkstatt zur Zusammenarbeit im lithografischen Bereich aufsuchten, gehörten unter anderem die Künstler der Moderne wie Georges Braque, Alexander Calder, Marc Chagall, Jean Dubuffet, Jean Fautrier, Giovanni Giacometti, Henri Matisse, Joan Miró und Pablo Picasso.
Für den Verleger Tériade druckte Mourlot ab 1937 dessen Zeitschrift Verve. Ab November 1945 wandte sich Picasso, nach ersten Lithografien der Jahre 1919 bis 1930, in der Werkstatt von Mourlot erneut dieser Technik zu; es entstanden beispielsweise Tête de femme, Les deux femmes nues und Le Taureau. Bis 1969 entstanden fast 400 Lithografien Picassos in Zusammenarbeit mit Mourlot, darunter die berühmte Friedenstaube.
Die in Aimé Maeghts Kunstzeitschrift Derrière le miroir (1946–1982) veröffentlichten Originalgrafiken wurden zu einem Großteil bei Mourlot gedruckt.
Der Verlag Fernand Mourlot Éditeur stellte ab 1944 Künstlerbücher her mit Texten französischer Schriftsteller, illustriert mit Lithografien bekannter Künstler. 
Im Jahr 1960 zog Mourlot in die rue Barrault. Das letzte Pariser Atelier lag ab 1976 in der 49 rue du Montparnasse und wurde nach Mourlots Tod 1988 von seinem Sohn Jacques bis 1997 fortgeführt. Der Name wurde geändert, und als Druckerei Idem Paris setzt es bis in die Gegenwart den Druck künstlerischer Lithografien fort.
1967 eröffnete Mourlot eine Dependance in New York City und arbeitete mit zeitgenössischen Künstlern wie Robert Rauschenberg, Francis Bacon, Roy Lichtenstein, Alexander Calder, Ellsworth Kelly, Alex Katz und Claes Oldenburg zusammen. Mourlots Enkel Eric Mourlot zeigt eine große Sammlung von Drucken in der Galerie Mourlot in der 16 East 79th Street in New York. In Deutschland besitzt die Kunsthalle Bremen 80 Exemplare als Schenkung des Kunsthistorikers und Kunstsammlers Hans-Herman Rief.
1979 veröffentlichte Fernand Mourlot seine Autobiografie Gravés dans ma mémoire, in der er sein Leben als Drucker und die Treffen mit den Künstlern beschrieb. In Paris erinnert der Platz Place Fernand Mourlot im Stadtteil Montparnasse im 14. Arrondissement an den Drucker und Verleger.

## Fernand Mourlot Éditeur (Auswahl)
- Matière et Mémoire ou les lithographes à l'école. Text von Francis Ponge, Lithografien von Jean Dubuffet, 1944.
- Quelques mots rassemblés pour Monsieur Dubuffet. Text von Paul Éluard, Lithografien von Jean Dubuffet, 1944.
- Vache bleue dans une ville. Text von André Frénaud, Lithografien von Jean Dubuffet, 1944.
- Braque le Patron. Text von Jean Paulhan, Lithografien von Georges Braque, 1945.
- Échos. Texte von Jacques Prévert, André Verdet, Nazim Hikmet, Lithografien von Henri Matisse, 1952.
- Dans l'atelier de Picasso. Text von Jaime Sabartés, Lithografien von Picasso, 1957.
- Une fête en Cimmérie. Text von Georges Duthuit, Lithografien von de Henri Matisse, 1964.
- Bouquet de rêves pour Neila. Text von Yvan Goll, Lithografien von Joan Miro, 1967.
- Poésies antillaises. Gedichte von John-Antoine Nau, Lithografien von Henri Matisse, 1972.
- Portfolio du centenaire de l'Imprimerie Mourlot, mit Lithografien von Picasso, Chagall, Miró, Matisse, Léger, Brianchon, Clairin, Marini, Minaux, Dufy, Masson, Braque, 1952.
- Portfolio d’affiches. Sieben Alben mit Plakaten, veröffentlicht zwischen 1953 und 1963.

## Veröffentlichungen
Von Fernand Mourlot
- Picasso Lithographe. Vier Bände, erschienen zwischen 1949 und 1964 bei Éditions André Sauret, Monte Carlo.
  - Picasso Lithograph. Aus dem Französischen übersetzt von Eric Weiser. Andre Sauret, Paris 1970.
- Les affiches originales des maîtres de l'école de Paris. Éditions André Sauret, Monte Carlo 1959.[8]
  - Kunst im Plakat der Pariser Schule: Originalplakate von Braque, Chagall, Dufy, Léger, Matisse, Miró, Picasso. Éditions André Sauret, Monte Carlo 1959, DNB 730165450
- Souvenirs et portraits d'artistes. Alain Mazo, Paris und Léon Amiel, New York 1972.
- Gravés dans ma mémoire. Robert Laffont, Paris 1979.

Über Fernand Mourlot
- À même la pierre, Fernand Mourlot Lithographe. Pierre Bordas & Fils éditeurs, Paris 1982.
- Cinquante années de lithographie. Pierre Bordas & Fils éditeurs, Paris 1983.
- "L'Atelier Mourlot" von Marco J. Bodenstein (Zeitzeugenbericht eines Ortskundigen). (Hrsg.) Theo Kautzmann. Verlag: Südliche Weinstraße e. V. / Roth Kunst-Verlag, Landau/Pfalz, 1996.